# Lily Owsley
Lily Owsley (Bristol, 10 de dezembro de 1994) é uma jogadora de hóquei sobre a grama britânica que atuou pela seleção do Reino Unido, campeã olímpica em 2016.